# Кубок України з футболу 2025—2026
Кубок України з футболу 2025—2026 — 34-й розіграш Кубка України.
За назвою титульного партнера — компанії VBET — турнір має комерційну назву VBET Кубок України.

## Регламент
Усі етапи турніру складаються з одного матчу. Жеребкування — сліпе, без поділу на сіяних та несіяних. Якщо команди виступають в одній лізі, то господарем буде команда, яка отримала непарний номер під час жеребкування. Якщо команди з різних ліг, то господарем буде команда із нижчої ліги. Жеребкування кваліфікаційного раунду відбувалося за територіальним принципом. 
В усіх матчах, окрім фіналу, у разі нічийного рахунку після закінчення основного часу для визначення переможця одразу проводитиметься серія пенальті, без додаткового часу.

## Учасники
У цьому розіграші кубка беруть участь 47 команд чемпіонату України, а також 21 аматорська команда:
| Клуби Прем'єр-ліги: - «Верес» (Рівне) - «Динамо» (Київ) - «Епіцентр» (Кам'янець-Подільський) - «Зоря» (Луганськ) - «Карпати» (Львів) - «Колос» (Ковалівка) - «Кривбас» (Кривий Ріг) - ФК «Кудрівка» (Кудрівка) - ЛНЗ (Черкаси) - «Металіст 1925» (Харків) - «Оболонь» (Київ) - ФК «Олександрія» (Олександрія) - «Полісся» (Житомир) - СК «Полтава» (Полтава) - «Рух» (Львів) - «Шахтар» (Донецьк) | Клуби першої ліги: - «Агробізнес» (Волочиськ) - «Буковина» (Чернівці) - «Ворскла» (Полтава) - «Вікторія» (Суми) - «Інгулець» (Петрове) - «Лівий берег» (Київ) - «Металіст» (Харків) - «Металург» (Запоріжжя) - «Нива» (Тернопіль) - «Поділля» (Хмельницький) - «Пробій» (Городенка) - «Прикарпаття» (Івано-Франківськ) - «Фенікс-Маріуполь» - ФК «Чернігів» (Чернігів) - «Чорноморець» (Одеса) - ЮКСА (Тарасівка) | Клуби другої ліги: - «Атлет» (Київ) - СК «Вільхівці» (Вільхівці) - «Гірник-Спорт» (Горішні Плавні) - «Діназ» (Вишгород) - «Куликів-Білка» (Куликів) - ФК «Лісне» (Лісне) - «Локомотив» (Київ) - «Нива» (Вінниця) - «Пенуел» (Кривий Ріг) - «Ребел» (Київ) - «Реал Фарма» (Одеса) - «Скала 1911» (Стрий) - ФК «Тростянець» (Тростянець) - ФК «Ужгород» (Ужгород) - «Чайка» (Петропавлівська Борщагівка) | Аматорські команди: Учасники Кубка України серед аматорських команд сезону 2024/25: - «Агротех» (Тишківка) - «Авангард» (Лозова) - «Денгофф» (Денихівка) - «Корміл» (Яворів) - «Маяк» (Сарни) Представники регіональних асоціацій: - «Агрон» (Великі Гаї) - «Гірник» (Новояворівськ) - «Карбон» (Черкаси) - «Колос» (Полонне) - «Коростень/Агро-Нива» (Коростень) - «Легія» (Київ) - «Луцьксантехмонтаж-536» (Луцьк) - «Медея-Невицький замок» (Оноківська ТГ) - «Нафтовик» (Долина) - «Ніка-СМК» (Богодухів) - ФК «Новоукраїнка» (Новоукраїнка) - «Олімпія» (Савинці) - «Пальміра» (Одеса) - «Полісся» (Ставки) - «Фазенда» (Чернівці) - «IRON» (Запоріжжя) |

### Регіональний розподіл
| Регіон                    | Кількість | Учасники                                                                                |
| ------------------------- | --------- | --------------------------------------------------------------------------------------- |
| Київ                      | 7         | «Атлет», «Динамо», «Лівий берег», «Локомотив», «Легія», «Оболонь», «Ребел»              |
| Київська область          | 7         | «Діназ», «Денгофф», «Колос» К, «Лісне», «Полісся» С, «Чайка», «ЮКСА»                    |
| Львівська область         | 7         | «Гірник», «Карпати», «Корміл», «Куликів-Білка», «Рух», «Скала 1911», «Фенікс-Маріуполь» |
| Кіровоградська область    | 4         | «Агротех», «Інгулець», «Олександрія», «Новоукраїнка»                                    |
| Полтавська область        | 4         | «Ворскла», «Гірник-Спорт», «Олімпія», «Полтава»                                         |
| Харківська область        | 4         | «Авангард», «Металіст», «Металіст 1925», «Ніка-СМК»                                     |
| Хмельницька область       | 4         | «Агробізнес», «Епіцентр», «Колос» П, «Поділля»                                          |
| Закарпатська область      | 3         | «Вільхівці», «Медея-Невицький замок», «Ужгород»                                         |
| Івано-Франківська область | 3         | «Нафтовик», «Пробій», «Прикарпаття»                                                     |
| Одеська область           | 3         | «Пальміра», «Реал Фарма», «Чорноморець»                                                 |
| Дніпропетровська область  | 2         | «Кривбас», «Пенуел»                                                                     |
| Житомирська область       | 2         | «Коростень/Агро-Нива», «Полісся» Ж                                                      |
| Запорізька область        | 2         | «Металург», «IRON»                                                                      |
| Рівненська область        | 2         | «Верес», «Маяк»                                                                         |
| Сумська область           | 2         | «Вікторія», «Тростянець»                                                                |
| Тернопільська область     | 2         | «Агрон», «Нива» Т                                                                       |
| Черкаська область         | 2         | «Карбон», «ЛНЗ»                                                                         |
| Чернівецька область       | 2         | «Буковина», «Фазенда»                                                                   |
| Чернігівська область      | 2         | «Кудрівка», «Чернігів»                                                                  |
| Вінницька область         | 1         | «Нива» В                                                                                |
| Волинська область         | 1         | «Луцьксантехмонтаж-536»                                                                 |
| Донецька область          | 1         | «Шахтар»                                                                                |
| Луганська область         | 1         | «Зоря»                                                                                  |

## Кваліфікаційний раунд
Жеребкування відбулося 17 липня, матчі — 8–10 серпня. У цьому етапі брали участь 16 команд регіональних асоціацій. 
| Команда 1             | Рахунок        | Команда 2               |
| --------------------- | -------------- | ----------------------- |
| 8 серпня              |                |                         |
| «Легія»               | 0:4            | «Полісся» С             |
| «IRON»                | 5:1            | «Новоукраїнка»          |
| 9 серпня              |                |                         |
| «Гірник»              | 1:1 (пен. 3:4) | «Нафтовик»              |
| «Коростень/Агро-Нива» | 1:0            | «Луцьксантехмонтаж-536» |
| «Карбон»              | 2:1            | «Пальміра»              |
| «Олімпія»             | 4:0            | «Ніка-СМК»              |
| 10 серпня             |                |                         |
| «Фазенда»             | 1:1 (пен. 4:3) | «Медея-Невицький замок» |
| «Колос» П             | 0:0 (пен. 5:3) | «Агрон»                 |

## 1/32 фіналу
Жеребкування відбулося 13 серпня, матчі — 22–25 серпня. У цьому етапі братимуть участь 8 переможців кваліфікаційного раунду, 5 команд ААФУ, 15 команд другої ліги, 16 команд першої ліги та 12 клубів УПЛ. 
| Команда 1                  | Рахунок | Команда 2               |
| -------------------------- | ------- | ----------------------- |
| 22 серпня                  |         |                         |
| (ам) «Карбон»              | :       | (1л) «Інгулець»         |
| (2л) «Локомотив»           | :       | (Пл) «Колос» К          |
| (1л) «Вікторія»            | :       | (1л) «Ворскла»          |
| (ам) «Маяк»                | :       | (1л) «Металіст»         |
| 23 серпня                  |         |                         |
| (ам) «IRON»                | :       | (Пл) СК «Полтава»       |
| (1л) «Чорноморець»         | :       | (Пл) «Зоря»             |
| (2л) «Скала 1911»          | :       | (1л) «Поділля»          |
| (ам) «Авангард»            | :       | (1л) «Буковина»         |
| (1л) «Лівий берег»         | :       | (Пл) ФК «Кудрівка»      |
| (2л) «Гірник-Спорт»        | :       | (2л) ФК «Тростянець»    |
| (ам) «Олімпія»             | :       | (2л) СК «Вільхівці»     |
| (ам) «Агротех»             | :       | (Пл) «Епіцентр»         |
| (ам) «Фазенда»             | :       | (1л) «Металург»         |
| (1л) «Пробій»              | :       | (Пл) ЛНЗ                |
| (ам) «Денгофф»             | :       | (1л) «Прикарпаття»      |
| (ам) «Коростень/Агро-Нива» | :       | (Пл) «Верес»            |
| 24 серпня                  |         |                         |
| (2л) «Нива» В              | :       | (1л) ЮКСА               |
| (2л) ФК «Ужгород»          | :       | (1л) «Фенікс-Маріуполь» |
| (Пл) «Металіст 1925»       | :       | (Пл) «Оболонь»          |
| (ам) «Корміл»              | :       | (Пл) «Рух»              |
| (ам) «Колос» П             | :       | (ам) «Нафтовик»         |
| (2л) «Пенуел»              | :       | (Пл) «Карпати»          |
| (2л) «Куликів-Білка»       | :       | (Пл) «Кривбас»          |
| 25 серпня                  |         |                         |
| (2л) «Реал Фарма»          | :       | (1л) «Нива» Т           |
| (2л) «Чайка»               | :       | (2л) ФК «Лісне»         |
| (2л) «Діназ»               | :       | (1л) «Агробізнес»       |
| (2л) «Атлет»               | :       | (1л) ФК «Чернігів»      |
| (ам) «Полісся» С           | :       | (2л) «Ребел»            |

## 1/16 фіналу
У цьому етапі братимуть участь 28 переможців 1/32 фіналу та 4 клуби УПЛ (представники в єврокубках). Базові дати матчів: 17 та 24 вересня.